# Masafumi Miyagi
Masafumi Miyagi (宮城 雅史 Miyagi Masafumi?), född 19 januari 1991 i Okinawa prefektur, är en japansk fotbollsspelare.
Miyagi började sin karriär 2013 i Tochigi Uva FC. 2014 flyttade han till Renofa Yamaguchi FC. Han spelade 96 ligamatcher för klubben. 2018 flyttade han till Kyoto Sanga FC.